# NÖSIWAG
Die Niederösterreichische Siedlungswasserbau Gesellschaft (NÖSIWAG) war ein öffentliches Unternehmen zur Trinkwasserversorgung. Heute firmiert sie als EVN Wasser GmbH, der Spartentochter für die Wasserversorgung des niederösterreichischen Energieversorgers EVN.
Durch die EVN Wasser werden ca. 630.000 Personen in Niederösterreich mit Wasser, teils über direkte Anschlüsse, teils über Gemeindewasserleitungen versorgt. Sie ist nach der MA 31 Wiener Wasser der zweitgrößte Wasserversorger Österreichs. Die Ressourcen befinden sich im Tullner Becken, rund um Krems an der Donau und Wienerherberg im Bezirk Bruck an der Leitha. Das überregionale Leitungsnetz ist rund 1.650 km lang.

## Geschichte
Die NÖSIWAG wurde 1962 vom Land Niederösterreich als Niederösterreichische Siedlungswasserbau Ges. m. b. H. mit Sitz in Maria Enzersdorf Südstadt gegründet.
Im Jahr 2001 wurde die NÖSIWAG an die EVN verkauft, nachdem diese Interesse gezeigt hatte.
Das zweitgrößte Wasserversorgungsunternehmen Österreichs wechselte um 1,2 Milliarden Schilling (rund 87 Mio. Euro) den Eigentümer und wurde als evn wasser Gesellschaft m.b.H. zu einer neuen Sparte des niederösterreichischen Energieversorgers.
Das Unternehmen betreibt zahlreiche Hochbehälter und versorgt damit über eine halbe Million Einwohner mit Trinkwasser.
Die EVN Wasser versorgt in der Zwischenzeit insgesamt ca. 630.000 (2023) Niederösterreicher mit Trinkwasser und gilt damit als zweitgrößter Wasserversorger Österreichs.
Technischer Geschäftsführer ist seit 2005 Franz Dinhobl.